# Frullania tsukushiensis
Frullania tsukushiensis là một loài Rêu trong họ Jubulaceae. Loài này được Horik. mô tả khoa học đầu tiên năm 1929.